# Église de la Présentation-de-la-Vierge-Marie-au-Temple de Roussospíti
L'Église de la Présentation-de-la-Vierge-Marie-au-Temple (grec moderne : Εκκλησία των Εισοδίων της Θεοτόκου), également connue sous le nom d'Église de la Vierge Marie (grec moderne : Εκκλησία της Παναγίας), est une église orthodoxe byzantine située dans le village de Roussospíti, sur l'île de Crète, en Grèce. Elle est dédiée à la Présentation de Marie au Temple,.

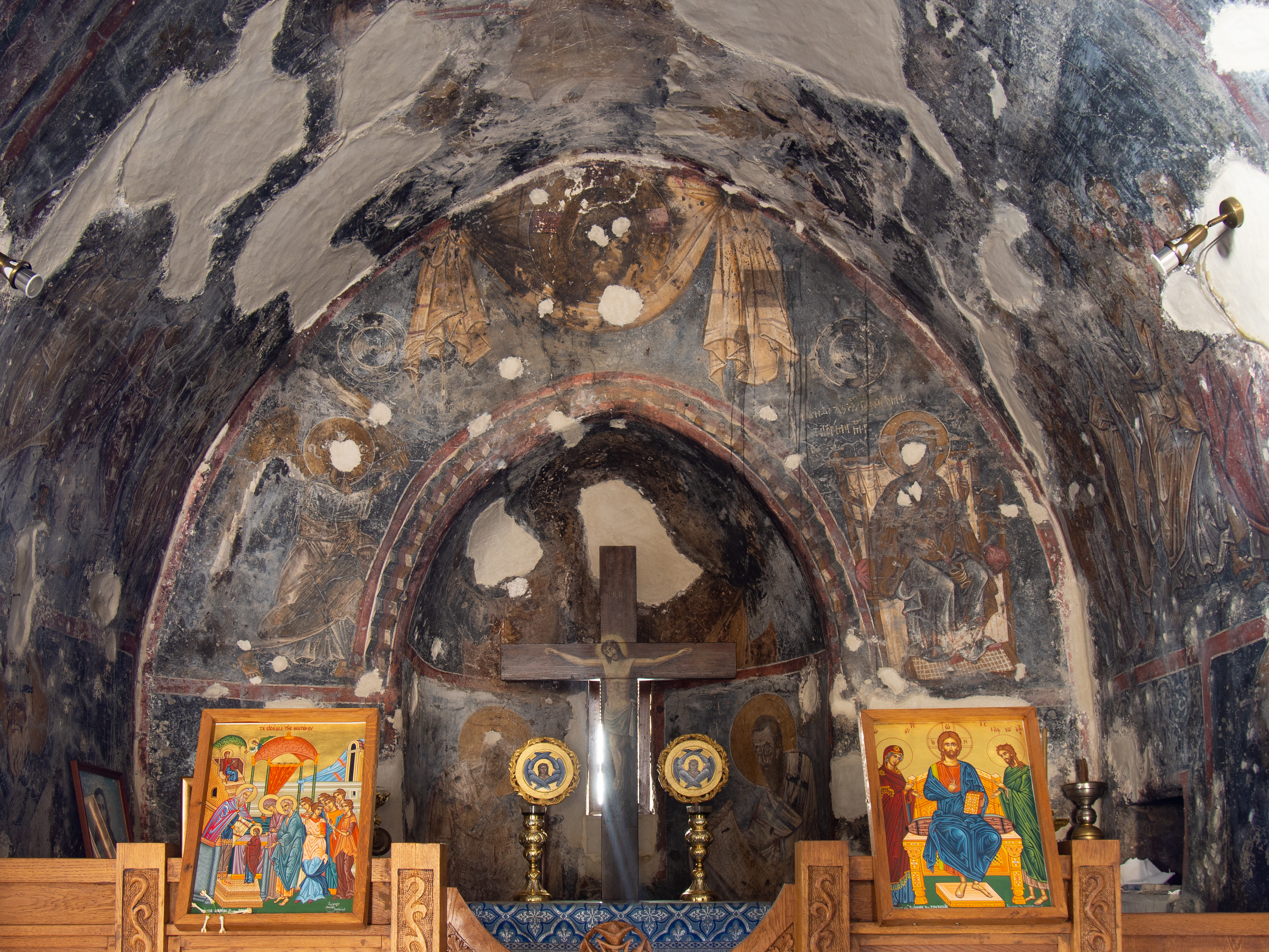
Vue de l'intérieur de l'église.

L'église est située dans la partie nord-est du village. Elle est construite au début du XIVe siècle. En 1896, l'église est vandalisée par les Turcs et convertie en kafenío. En 2007, des travaux de restauration de l'église ont lieu.
Le bâtiment de l'église est une petite basilique avec une aile unique et sans dôme. L'intérieur de l'église est décoré de peintures murales, dont la plus remarquable est celle représentant la Crucifixion.